# دايسونغ
دايسونغ (هانغل: 강대성) (من مواليد 26 أبريل 1989) في إنتشون، كوريا الجنوبية. هو مغني كوري جنوبي بدأ مسيرته الفنية عام 2006. هو عضو في فرقة بيغ بانغ. وهو أيضا راقص وممثل وكاتب غنائي وملحن.

## السيرة الذاتية
كانغ داي سونغ اسمه الفني 'دايسونغ' بدأ مسيرته الفنيه مع بيق بانق عام 2006 تحت وكالة وايجي انترتيمينت وقد كان يعتبر شخص فكاهي ذو صوت لطيف ايضاً ترسم كمنفرد عام 2011، مسيحي الديانة، هو ثاني أكثر عضو في بيغ بانغ يجيد اليابانيه بعد سينغري، تجند 13مارس عام 2018

## مشاكل وقضايا

### حادث السير 2009
في عام 2009. وبعد أن كان من المقرر اتضمامه مع زميله سنغري لإحياء الحفل الموسيقي "Shouting". اضطر دايسونغ إلى إلغاءه إثر تعرضه قبل وقت قصير من افتتاح العرض الموسيقي. إلى حادث سير على طريق بيونجتايك اكسبريس السريع في مقاطعة غيونغي، مباشرة بعد عودته إلى سول من موقع تصوير برنامج "Family Outing" إبان الساعة 4 مساءً في 11 أغسطس 2009،
تم نقل دايسونغ إلى مسشفى «أنسيونغ سانت ماري» بالقرب من موقع الحادث، حيث خضع لتشخيص دقيق بالأشعة السينية. وفقًا لتصريحات وكالة واي جي إنترتينمنت فإن المطر الغزير قد أدى بالسائق إلى انزلاق سيارته واصطدامها بحاجز الحماية، كما أضافت الشركة بأن دايسونغ قد كان في مقعد الراكب، وشملت إصابته عدة جروح في الذراع وكسر في الأنف وعظم العين اليسرى والعمود الفقري، فيما أصيب مدير أعماله ومصمم أزيائه. مما تطلب خضوع دايسونغ لعملية جراحية أجبرته على التوقف عن كل نشاطاته لبضعة أشهر.
تعافى دايسونغ بالكامل من إصابته وعاد إلى الفرقة في أكتوبر 2009.

### القتل الخطأ 2011
في 31 مايو 2011 حوالي الساعة 1:40 صباحا، تورط دايسونغ في حادث سيارة خطير أفضى إلى مقتل سائق دراجة نارية..
وفقا لتقارير الشرطة، فقد اصطدم دايسونغ بسائق دراجة نارية كان يرقد بالفعل على الأرض بسبب حادث سابق تعرض له قبل موته بدقائق إثر اصطدامه بمصباح عمومي بينما كان في حالة سكر. وبينما تمكنت سيارتان شهدا اصطدامه من تجنبه، لم يستطع دايسونج ذلك لأنه لم يره. بعد شهر من التحقيق، وُجهت إلى دايسونج تهمة «القتل الخطأ والسرعة».
في أواخر يونيو 2011 أعلنت شركة واي جي إنترتينمنت أنه سيتم تعليق أنشطة دايسونغ حتى عام 2012 على الأقل. كما غادر دايسونغ عرض البرنامج الترفيهي "Night After Night" الذي كان أحد أعضاءه المنتظمين على محطة SBS التلفزيونية مقررا تكريس نفسه لكنيسته التي تطوع فيها.
بسبب الحادث دخل دايسونغ في عزلة واكتئاب حيث صرح بأنه يفهم «سبب انتحار بعض المشاهير». اعتذر المغني لعائلة الضحية ودفع جميع مصاريف الجنازة.
في 25 أغسطس (آب) 2011، تمت تبرءته نهائيا. حيث أعلن المفتش المسؤول عن التحقيق أن الأدلة لم تجعل من الممكن تحديد ما إذا كان المتسابق قد مات من عواقب حادثه الأول أو بعد اصطدامه بسيارة المغني. كما أن التحليل أثبت أن دايسونغ لم يكن يقود سيارته تحت تأثير الكحول في وقت وقوع الحادث.

### التحقيق الجنائي 2019
في يوليو، أعلنت قناة أي الإعلامية المشفرة أن أحد مباني حي كانغنام، التي اشتراه دايسونغ في عام 2017 قبل تجنيده العسكري، كان مخصصا لمجال الترفيه الغير القانوني بما في ذلك إدارة الدعارة.
في 26 يوليو 2019، بيانًا من خلال شركة واي جي إنترتينمنت ادعى فيها أنه قد اشترى المبنى قبل التجنيد في الخدمة العسكرية الإلزامية العام الماضي وأنه لم يكن على علم بأنشطة المستأجرين. في المقابل لا يزال تحقيق الشرطة مستمراً.

## أعمال

### ألبومات
| العنوان            | معلومات عن الألبوم                                                                                            | إصدار الألبوم | إصدار الألبوم | المبيعات           |
| العنوان            | معلومات عن الألبوم                                                                                            | بكوريا        | باليابان      | المبيعات           |
| اليابانية          | اليابانية | اليابانية     | اليابانية     | اليابانية          |
| ------------------ | --- | ------------- | ------------- | ------------------ |
| D'scover           | - أصدر في: 26 فبراير 2013 - إنتاج: واي جي إنترتينمنت - النوع: CD, DVD                                         | —             | 2             | - اليابان: 55,000+ |
| D'slove            | - أصدر في: 16 يوليو 2014 - إنتاج: واي جي إنترتينمنت - النوع: CD, CD+DVD, CD+DVD+Goods, Playbutton, Music Card | —             | 1             | - اليابان: 45,000+ |
| でぃらいと Delight | - أصدر في: 29 أكتوبر 2014 - إنتاج: واي جي إنترتينمنت - النوع: CD, CD+DVD, Music Cards                         | —             | 1             | - اليابان: 69,000+ |

### الأغاني
| السنة | الأغنية                      | إصدار الألبوم | إصدار الألبوم | الألبوم             |
| السنة | الأغنية                      | بكوريا        | باليابان      | الألبوم             |
| ----- | ---------------------------- | ------------- | ------------- | ------------------- |
| 2006  | "Try Smiling" (Daesung solo) | 99            | —             | Since 2007          |
| 2008  | "Look at Me, Gwisoon"        | 41            | —             | non-album release   |
| 2009  | "Big Hit"                    | 54            | —             | non-album release   |
| 2010  | "솜사탕" (Cotton Candy)      | 1             | —             | non-album release   |
| 2011  | "Baby Don't Cry"             | 3             | —             | Tonight             |
| 2011  | "Lunatic"                    | -             | —             | non-album release   |
| 2012  | "Wings"                      | 8             | —             | Alive               |
| 2013  | "يوتاكا أوزاكي"              | —             | 4             | I Love You - Single |

### أغاني تعاون وأغاني فردية
| السنة | العنوان                                               | إصدار الألبوم | الألبوم           |
| السنة | العنوان                                               | KOR           | الألبوم           |
| ----- | ----------------------------------------------------- | ------------- | ----------------- |
| 2007  | "Now We" (Nemo Ft. Daesung)                           | —             |                   |
| 2008  | "Family Day" (with Family Outing cast)                | —             | non-album release |
| 2010  | "How Did We Get" (إي هيو ري Ft. Daesung)              | —             | H-Logic           |
| 2013  | " 親愛なる君 (To You My Beloved) " (GUMMY Ft. D-LITE) | —             |                   |

### المسلسلات
| السنة | العنوان   | الدور      | ملاحظات    |
| ----- | --------- | ---------- | ---------- |
| 2011  | What's Up | ها دو سونغ | ممثل رئيسي |

### برامج منوعة
| السنة     | القناة           | العنوان                  | الدور     | أشياءآخرى                                                                              |
| --------- | ---------------- | ------------------------ | --------- | -------------------------------------------------------------------------------------- |
| 2008-2009 | أم بي سي         | شوو! أوماك جونشيم        | شارك كضيف | مع سينغري                                                                              |
| 2008-2010 | أس بي أس         | نزهة العائلة الجزء الأول | شارك كضيف | مع يو جاي سوك، لي هيوري، كيم جونغ كوك، لي تشون هي، بارك يي جين، يون جونغ شين، كيم سورو |
| 2010-2011 | أس بي أس         | Night After Night        | شارك كضيف | مع جونغ يونغ هوا، ووي                                                                  |
| 2013      | أم تي في اليابان | D'splay اليابان          | شارك كضيف | مع في جي بو                                                                            |
| 2013      | أم تي في اليابان | D'splay Returns اليابان  | شارك كضيف | مع في جي بو                                                                            |

### الموسيقى
| السنة | العنوان               |
| ----- | --------------------- |
| 2008  | Cats (النسخة الكورية) |

### أفلام
| السنة | العنوان      | الدور | ملاحظة          | أشياء آخرى |
| ----- | ------------ | ----- | --------------- | ---------- |
| 2010  | مغامرات سامي | سامي  | الدبلجة الكورية | مع سولي    |

## وصلات خارجية
- دايسونغ على موقع IMDb (الإنجليزية)
- دايسونغ على موقع ميوزك برينز (الإنجليزية)
- دايسونغ على موقع ميوزك برينز (الإنجليزية)
- دايسونغ على موقع ديسكوغز (الإنجليزية)
- دايسونغ على موقع قاعدة بيانات الفيلم (الإنجليزية)
- دايسونغ على موقع كينوبويسك (الروسية)

- www.ygbigbang.com/daesung